# Liste de points extrêmes de Monaco

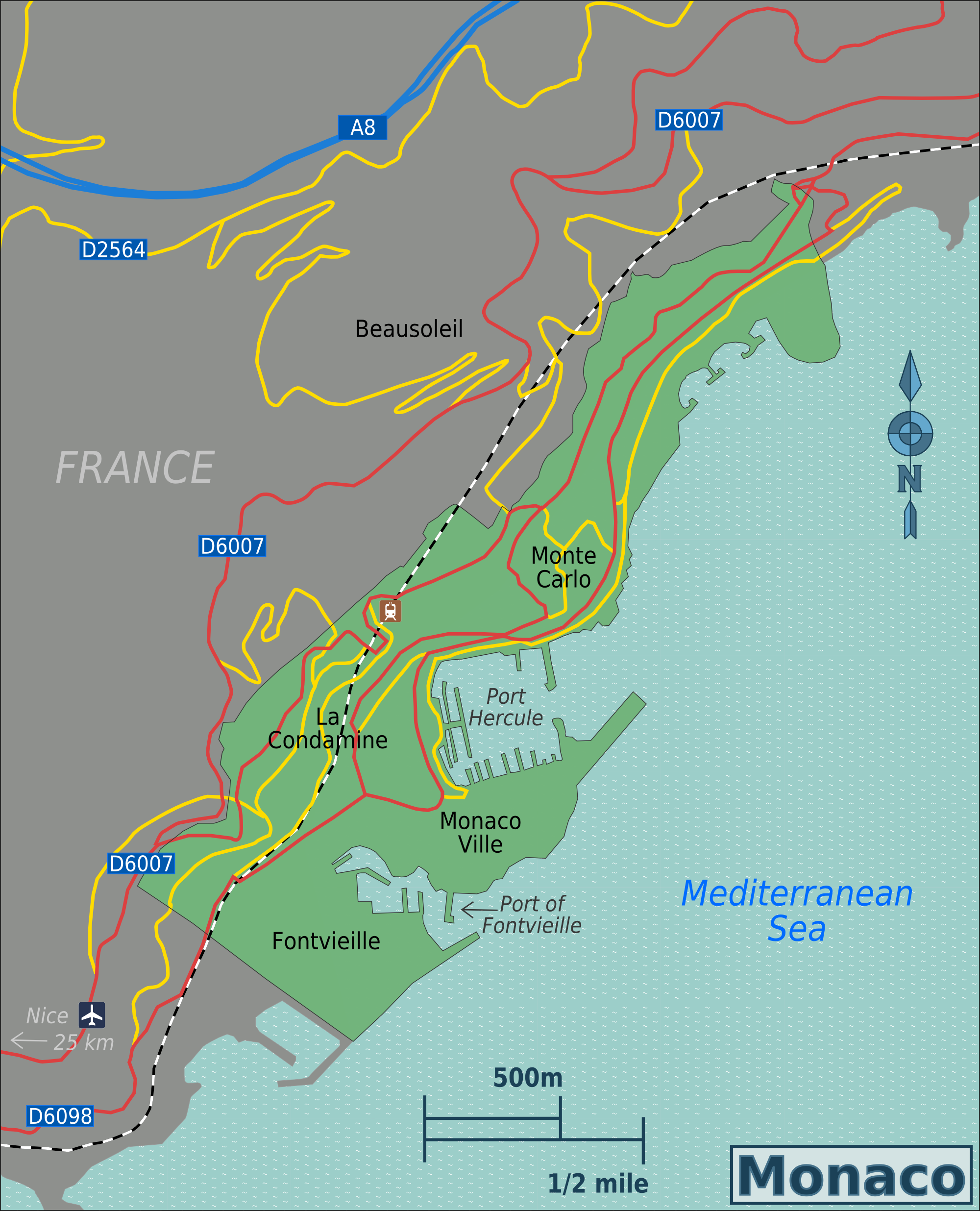
Carte de Monaco

Voici une liste de points extrêmes de Monaco.

## Latitude et longitude
Ce paragraphe se limite aux extrémités nord, sud, est et ouest du territoire terrestre de Monaco et ne prend pas en compte son territoire maritime.
- Nord : 1, avenue Varavilla (43° 45′ 07″ N, 7° 26′ 13″ E)
- Sud : au sud du parc paysager de Fontvielle, sur la côte (43° 43′ 29″ N, 7° 25′ 05″ E)
- Ouest : vers l'extrémité sud du boulevard du Jardin exotique (43° 43′ 48″ N, 7° 24′ 33″ E)
- Est : près du Monte-Carlo Sporting Club d'Été (43° 44′ 50″ N, 7° 26′ 23″ E)

## Altitude
- Minimale : mer Méditerranée, 0 mètre
- Maximale : chemin des Révoires, 162,51 mètres 
  - Monaco est dominé par le mont Agel (1 109 mètres) et la Tête de Chien (556 mètres), mais les deux sont situés en France.